# عدم تحمل السكروز
عدم تحمل السكروز أو عوز إنزيم السكريز- إيزومالتاز الوراثي هو مرض يحدث نتيجة عدم إنتاج إنزيم السكريز-إيزومالتاز أو لكون الإنزيم المنتج فعال جزئيًا أو غير فعال تمامًا في الأمعاء الدقيقة. يحتاج الجسم هذا الإنزيم لاستقلاب السكروز (كالسكر) والنشا (كالحبوب). يفتقر جميع مرضى عوز إنزيم السكريز- إيزومالتاز الوراثي إلى السكريز الفعال، بينما تختلف فعالية الإيزومالتاز من الحد الأدنى للطبيعي. قد يفسر اختلاف فعالية الإيزومالتاز قدرة بعض المرضى على تحمل النشا في نظامهم الغذائي بشكل أفضل من الباقي.

## العلامات والأعراض
- آلام بطنية ماغصة وشعور بالانتفاخ.
- إسهال وإمساك.
- تقيؤ.
- نقص سكر الدم والصداع.
- قلة كسب الوزن ونقص النمو.
- أمراض الجهاز التنفسي العلوي والأمراض الفيروسية.
- القلق وخفقان القلب.
- إنتاج مفرط للغازات.

## الأسباب
يحدث عدم تحمل السكروز بسبب طفرات جينية موروثة، ولكن يجب أن يحمل كلا الوالدان الجين الطافر ليحصل الطفل على المرض، وهذا يسمى بعدم تحمل السكروز الأولي. قد يحدث عدم تحمل السكروز بسبب متلازمة القولون العصبي أو الشيخوخة أو مرض الأمعاء الدقيقة، وهذا يسمى بعدم تحمل السكروز الثانوي. تساعد بعض الاختبارات في تحديد ما إذا كان الشخص يعاني من عدم تحمل السكروز. يعتبر تحديد نشاط الإنزيم عن طريق خزعة الأمعاء الدقيقة الاختبار الأكثر دقة، وهو الاختبار المشخص لعوز إنزيم السكريز- إيزومالتاز الوراثي. قد تساعد اختبارات أخرى في تشخيص عوز إنزيم السكريز- إيزومالتاز الوراثي، ولكنها ليست جوهرية لتشخيص للمرض، وهذا يشمل اختبار السكروز في النفس والفحوص الجينية التي تثبت غياب الجينات المسؤولة عن عوز إنزيم السكريز- إيزومالتاز الوراثي. يتكون السكروز –وهو سكر ثنائي- من سلسلة ثنائية تضم جلوكوز وفركتوز مرتبطين ببعضهما البعض. تضم الأسماء الشائعة للسكروز ما يلي: سكر المائدة أو سكر الشمندر أو قصب السكر. اعتُقد في السابق أن معظم حالات عدم تحمل السكروز تنجم عن مرض أيضي وراثي جسدي متنحي. بناءً على البيانات الجديدة، قد يعاني المرضى متغايرو الزيجوت وذوو الأنماط الجينية المركبة متغايرة الزيجوت من بعض الأعراض أيضًا. يعمل إنزيم السكريز- إيزومالتاز على كسر الرابطة بين جزيئات الجلوكوز والفركتوز. تقسم السكريات الثنائية قبل امتصاصها في الأمعاء إلى سكريات أحادية كي تصبح جاهزة للاستهلاك. تمتص السكريات الأحادية أو وحدات السكر المفردة مباشرة في الدم.
يؤدي نقص السكروز إلى سوء امتصاص السكر، وهذا سيقود لمضاعفات خطيرة. قد لا يتمكن بعض مرضى عوز إنزيم السكريز- إيزومالتاز الوراثي من امتصاص النشويات بسبب أهمية دور هذا الإنزيم في هضمها. يجب أن يقلل مرضى عدم تحمل السكروز من استهلاكه قدر الإمكان، وقد تساعد الأدوية والمكملات الغذائية في إدخال بكتيريا صحية للجسم وفي الإعاضة عن الإنزيم المفقود.

## العلاج
يعالج عوز إنزيم السكريز- إيزومالتاز الوراثي وفقًا للطريقتين التاليتين:
- تعديل النظام الغذائي الذي يلغي أو يحدد مقدار استهلاك الأطعمة الحاوية على السكروز (سكر المائدة) أو النشا.[4]
- العلاج بالبدائل الإنزيمية لتحل محل الإنزيم الناقص. يتطلب هذا النوع من الأدوية وصفة طبية.[4]

### تعديل النظام الغذائي
تختلف القدرة على هضم السكروز أو السكريات النشوية بين الأشخاص الذي يعانون من المرض، ويعتمد ذلك على العديد من العوامل:
- درجة فعالية إنزيم السكريز- إيزومالتاز.
- مدى جودة وظائف الجهاز الهضمي الأخرى.
- مقدار السكروز والنشا المستهلك.
- امتلاك الشخص مشاكل صحية أخرى قد تؤثر على الهضم.

لهذه الأسباب، يجب أن يصمم نظام غذائي خاص لكل مريض مصاب بعوز إنزيم السكريز- إيزومالتاز الوراثي. يجب أن يتحدث المريض مع مقدم الرعاية الصحية قبل إجراء أي تغييرات على النظام الغذائي، وخاصة إذا كان المريض يعاني من نقص الوزن أو من ضعف كسبه.
ينصح المريض باستشارة اختصاصي تغذية مسجل ليساعده في تحديد الأطعمة التي يستطيع تحملها، وفي وضع نظام غذائي يلبي الاحتياجات الغذائية للنمو والتطور الطبيعي. قد يحتاج بعض المرضى إلى متممات تحوي فيتامينات ومعادن ومكملات إضافية لتلبية جميع الاحتياجات الغذائية.